# Ross Rebagliati
Ross Rebagliati (n. 14 iulie 1971, Vancouver, British Columbia, Canada) este un sportiv ce a reprezentat Canada, medaliat olimpic. A participat la o ediție a Jocurilor Olimpice (1998) în care a câștigat o medalie de aur.

## Participări
Lista de mai jos prezintă principalele competiții la care a participat Ross Rebagliati de-a lungul carierei.
- snowboarding at the 1998 Winter Olympics – men's giant slalom[*]